# Ӈ
Ӈ, ӈ (Н с крюком) — буква расширенной кириллицы, используемая в алфавитах языков народов Севера: долганском, ительменском, эвенкийском, корякском, ненецком, нивхском, чукотском, алеутском (беринговский диалект), энецком, кильдинском диалекте саамского языка и других. Введена в 1958 году вместо диграфов Нг и нʼ, которые в свою очередь сменили букву Ŋ латинизированного Единого северного алфавита. Обозначает велярный носовой согласный [ŋ].